# گوموستاپور
گوموستاپور (به لاتین: Gomostapur) یک منطقهٔ مسکونی در بنگلادش است که در ناحیه نواب‌گنج واقع شده‌است. گوموستاپور ۳۱۸٫۱۳ کیلومتر مربع مساحت و ۲۷۵٬۸۲۳ نفر جمعیت دارد.